# Cnemosioma innominata
Cnemosioma innominata är en skalbaggsart som beskrevs av Martins 1975. Cnemosioma innominata ingår i släktet Cnemosioma och familjen långhorningar. Inga underarter finns listade i Catalogue of Life.